# Wespspin
De wespspin (Argiope bruennichi) is een spin uit de familie Araneidae, ook wel echte spinnen genoemd. Andere benamingen zijn wespenspin of tijgerspin en de wetenschappelijke naam wordt weleens als Argiope bruennichii gespeld.

## Beschrijving
De naam 'wespspin' heeft alles te maken met het uiterlijk; de spin kan niet steken, maar wel bijten en de beet is ongevaarlijk voor mensen. De naam is vooral te danken aan het relatief zeer grote vrouwtje. Ze heeft een zwart achterlijf met heldere gele, witte en diepzwarte grillige banden, vooral vlak voor het afzetten van de eitjes is het achterlijf sterk gezwollen. De buikzijde van het achterlijf heeft twee gele strepen in de lengterichting. De cephalothorax of kopborststuk is zilverachtig behaard en de poten zijn duidelijk bruinzwart met geelgrijs gebandeerd. Ondersteboven zittend in het web valt de spin daardoor goed op, maar wordt door veel vijanden juist met rust gelaten vanwege het wesp-achtige uiterlijk. 
De wespspin is een van de grootste Europese spinnen en is vanwege de lengte en kleuren moeilijk over het hoofd te zien. Zelfs voor mensen die niets van spinnen weten, is de soort makkelijk op naam te brengen. Vrouwtjes worden ongeveer 15 millimeter lang, gemeten van de kaken tot aan de punt van het achterlijf, door de grote dikke poten lijkt de spin aanzienlijk groter. Mannetjes zijn dofbruin en veel kleiner, ze worden maximaal 5 millimeter. Vanwege hun geringe grootte worden de mannetjes maar zelden opgemerkt.

## Voorkomen
De wespspin komt oorspronkelijk uit het Middellandse Zeegebied, maar heeft zich in recente tijden, mogelijk geworden door de warmere zomers als gevolg van de klimaatverandering verspreid naar het noorden van Europa tot in Noorwegen en komt in grote delen van Europa voor, ook in Nederland en België, zij het niet in grote aantallen. Zelfs in Groot-Brittannië wordt de spin sinds de jaren 20 aangetroffen, terwijl de Noordzee voor veel dieren een grote barrière is. Met name op zonnige plekken is deze spin te vinden. 
In Nederland was deze soort vrij zeldzaam, ze werd pas in 1980 ontdekt in Limburg. De laatste jaren rukt de spin op naar het noorden van het land. De spin is nu in alle Nederlandse provincies gezien en ook op een aantal waddeneilanden zoals Terschelling en Ameland. Rond Eindhoven is de soort zelfs vrij algemeen. Met name wat open plaatsen als graslanden en heidevelden zijn een geschikte biotoop. In Vlaams-Brabant heeft de spin zich al jaren op verschillende plaatsen gevestigd, waaronder in Glabbeek en Scherpenheuvel-Zichem. Ondertussen wordt ze over heel Vlaanderen aangetroffen. In tegenstelling tot hun zuidelijke soortgenoten zijn wespspinnen in het noorden van Europa niet het hele jaar door te vinden. Omdat het aantal warme maanden er beperkt is, hebben de noordelijke spinnen ook minder tijd om te groeien en blijven ze kleiner dan de spinnen uit het zuiden.

## Voortplanting

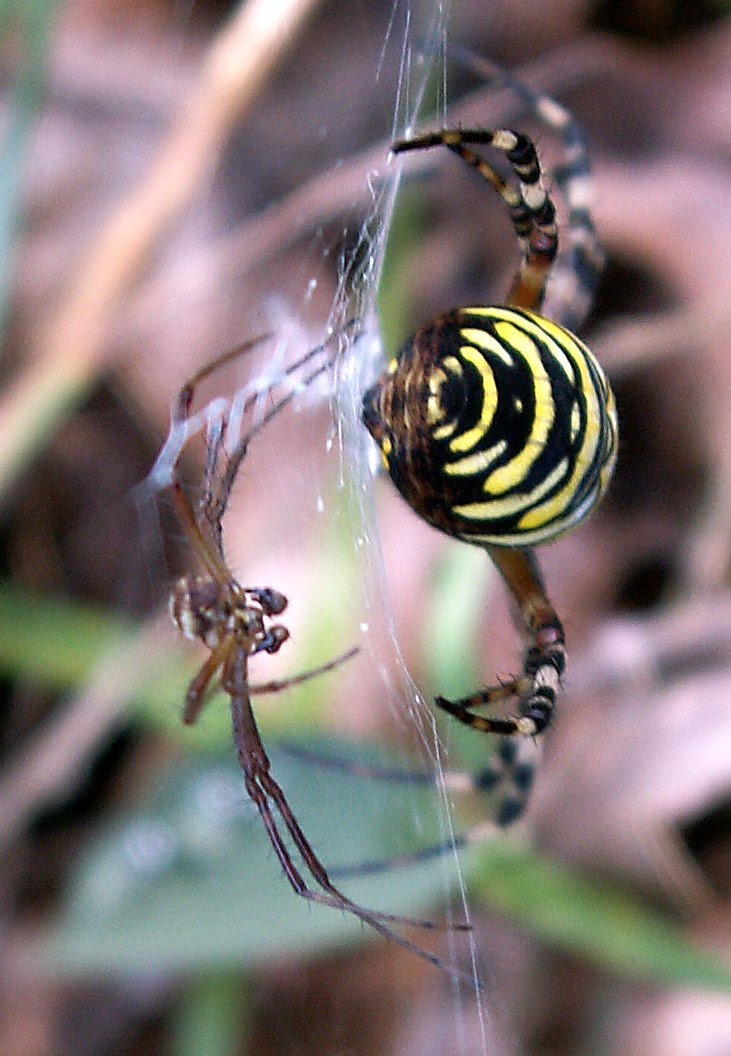
Paringsspel (vrouwtje onderaan), let op gevulde palpen van het mannetje

Het mannetje van deze soort kan hooguit twee keer paren, omdat hij bij het paren een van zijn twee genitaliën in het vrouwtje laat zitten. Dat verkleint de kans dat andere mannetjes zich succesvol kunnen voortplanten met het vrouwtje. Mannetjes weten een onsuccesvolle bevruchting te vermijden door een maagdelijk vrouwtje te verkiezen. Zo'n vrouwtje scheidt een specifiek feromoon af dat opgepikt wordt door mannetjes.
Het mannetje wordt echter na de paring vrijwel altijd ingesponnen en later opgegeten, zodat een tweede paring eerder uitzonderlijk is. Hij dient het vrouwtje tot voeding, wat de ontwikkeling van zijn nageslacht ten goede komt. Als het mannetje geluk heeft, is het vrouwtje pas verveld, dan zijn haar kaken nog zacht en maakt hij de grootste kans om te paren zonder opgegeten te worden vóór zijn sperma is afgegeven.
Een mannetje leeft ook aanzienlijk korter, nadat hij volwassen is slechts enkele dagen. Ongeveer een maand na de paring, rond augustus, worden de eitjes afgezet in een relatief enorme, gelige eicocon. Een cocon bevat honderden eitjes en wordt door het vrouwtje bewaakt tot ze sterft. Ongeveer een maand nadat de cocon is gesponnen komen de jonge spinnetjes uit het ei, maar verlaten de cocon pas in maart van het volgende jaar.
Gedurende de winter kunnen de donker gestreepte eicocons worden aangetroffen, ze zijn moeilijk over het hoofd te zien, omdat ze zo groot zijn als een golfbal en meestal tussen grashalmen of struiken worden opgehangen.

## Voedsel
De wespspin richt zich vooral op springende en laagvliegende prooien zoals sprinkhanen, libellen en kevers, die tussen de grassen leven. Prooien die zijn aangetroffen in het web zijn onder andere de sprinkhaansoorten zwart wekkertje (Omocestus rufipes), het gewoon doorntje (Tetrix undulata) en de moerassprinkhaan (Stetophyma grossum). Libellensoorten zijn de bandheidelibel (Sympetrum pedemontanum) en koraaljuffer(Ceriagron tenellum). Deze dieren zijn ook wat groter, andere spinnen vangen liever wat kleinere prooien als vliegen en muggen.
Er is ontdekt dat de spin onderscheid maakt tussen verschillende prooidieren. Sommige insecten, zoals de bombardeerkever, zijn erg gevaarlijk voor spinnen. Bombardeerkevers hebben namelijk een uitzonderlijk goede verdediging; ze hebben een soort explosiekamer in hun achterlijf waar bij bedreiging verschillende stoffen bij elkaar worden gebracht en voor een explosieve reactie zorgen. Hierbij komt een straal sterk bijtende en hete vloeistof vrij van rond de honderd graden Celsius, die de kever gericht kan afschieten.
Om beschadiging aan lijf en leden te voorkomen spint de wespspin de in het web gevangen kever razendsnel in en wacht van een afstandje af tot deze zijn chemicaliën heeft opgebruikt. Pas dan begint de spin aan de maaltijd. Vijanden van de spin zijn voornamelijk vogels, ze pakken vooral de jonge spinnetjes of de eicocon, de volwassen vrouwtjes worden waarschijnlijk met rust gelaten.

## Web

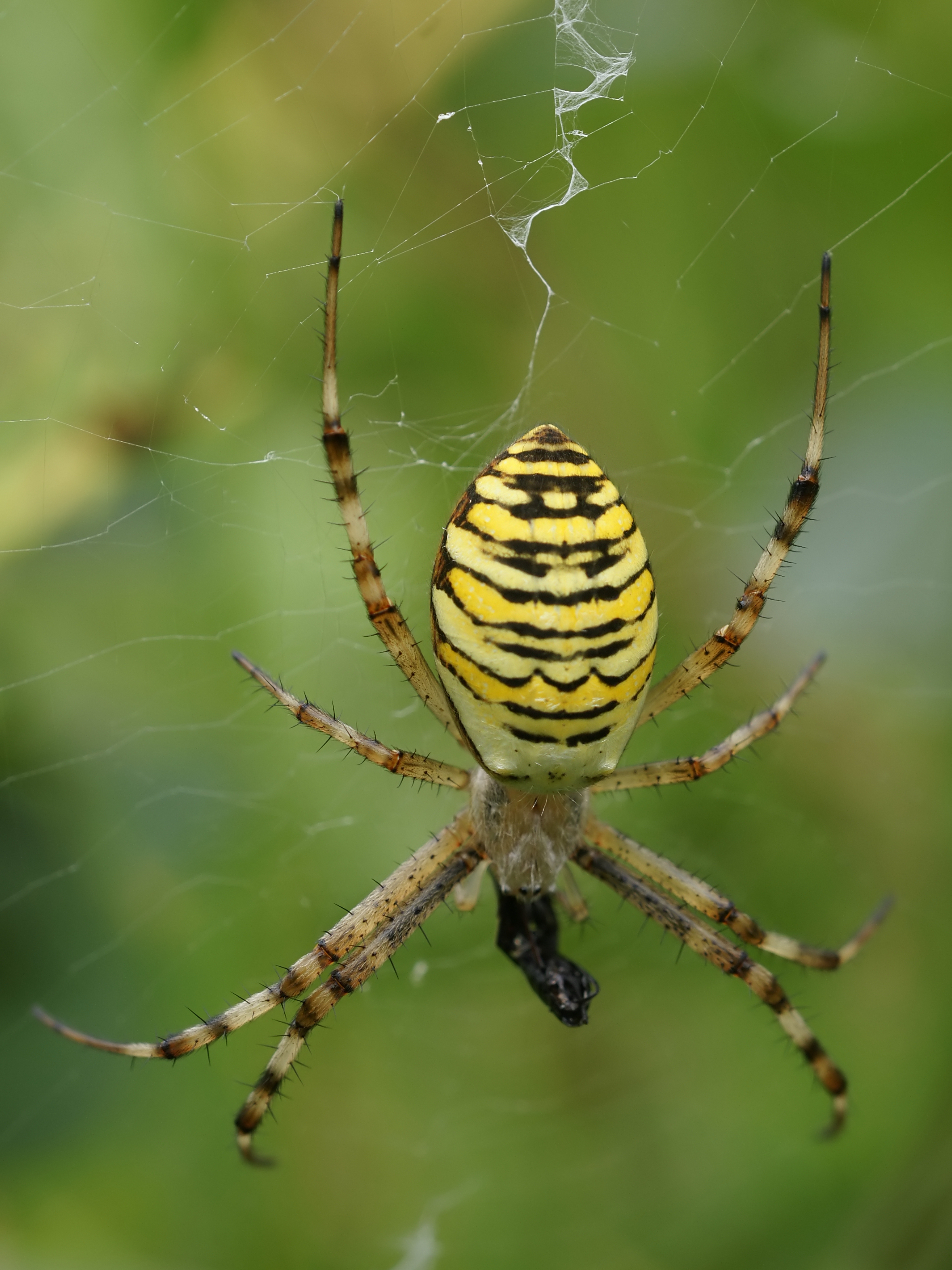
Wespspin op web

De wespspin hangt altijd ondersteboven in het wielweb, dat te herkennen is aan de twee extra zigzag matjes die straalsgewijs vanuit het centrum zijn aangebracht. Deze worden het stabiliment genoemd. De exacte functie hiervan is niet precies bekend; zo zouden de witte banden insecten aantrekken door uv-licht te weerkaatsen, ook is geopperd dat door het stabiliment het web zichtbaarder is voor grotere landdieren, die er minder snel doorheen lopen en het web vernielen. Het stevige web kost de spin meer moeite om te bouwen dan soorten zonder stabiliment. Als een te zware prooi in het web terechtkomt, bijt de spin snel de draden door zodat de prooi niet het hele web vernielt. Het web wordt vanwege de voorkeur voor sprinkhanen dicht boven de grond tussen grashalmen en stengels gespannen.

## Fotogalerij

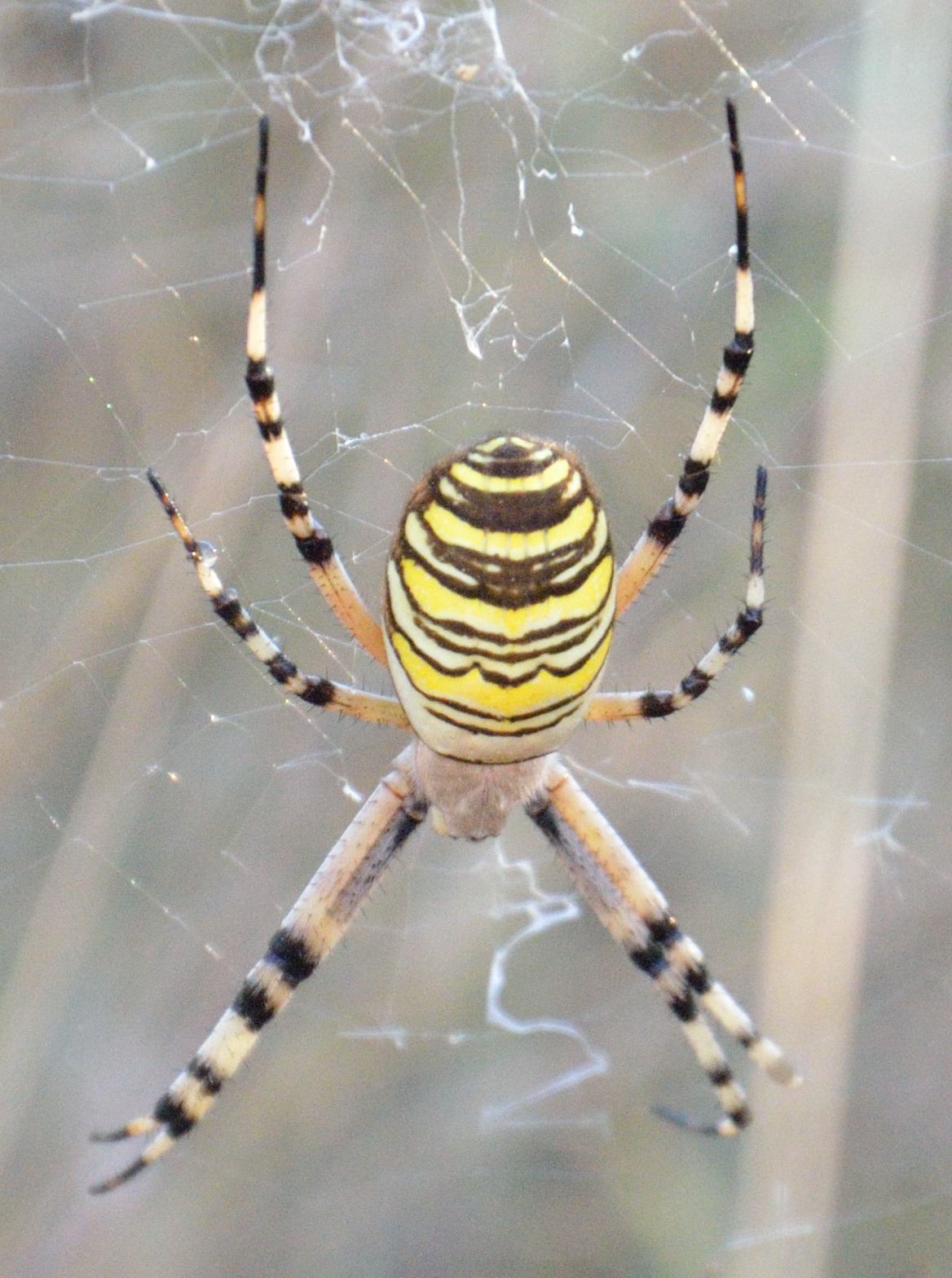
Wespspin, rugzijde vrouwtje
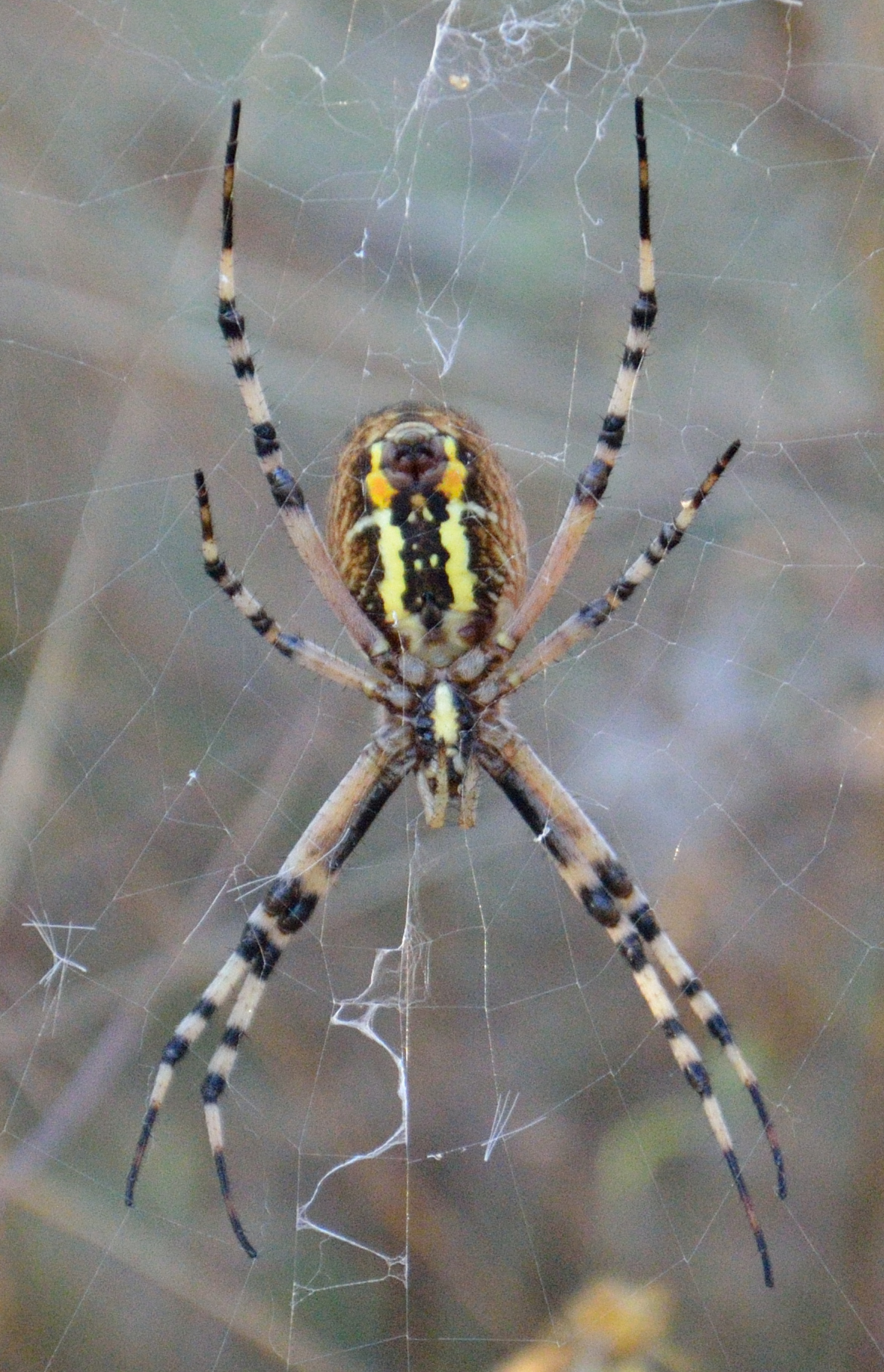
Wespspin, buikzijde vrouwtje
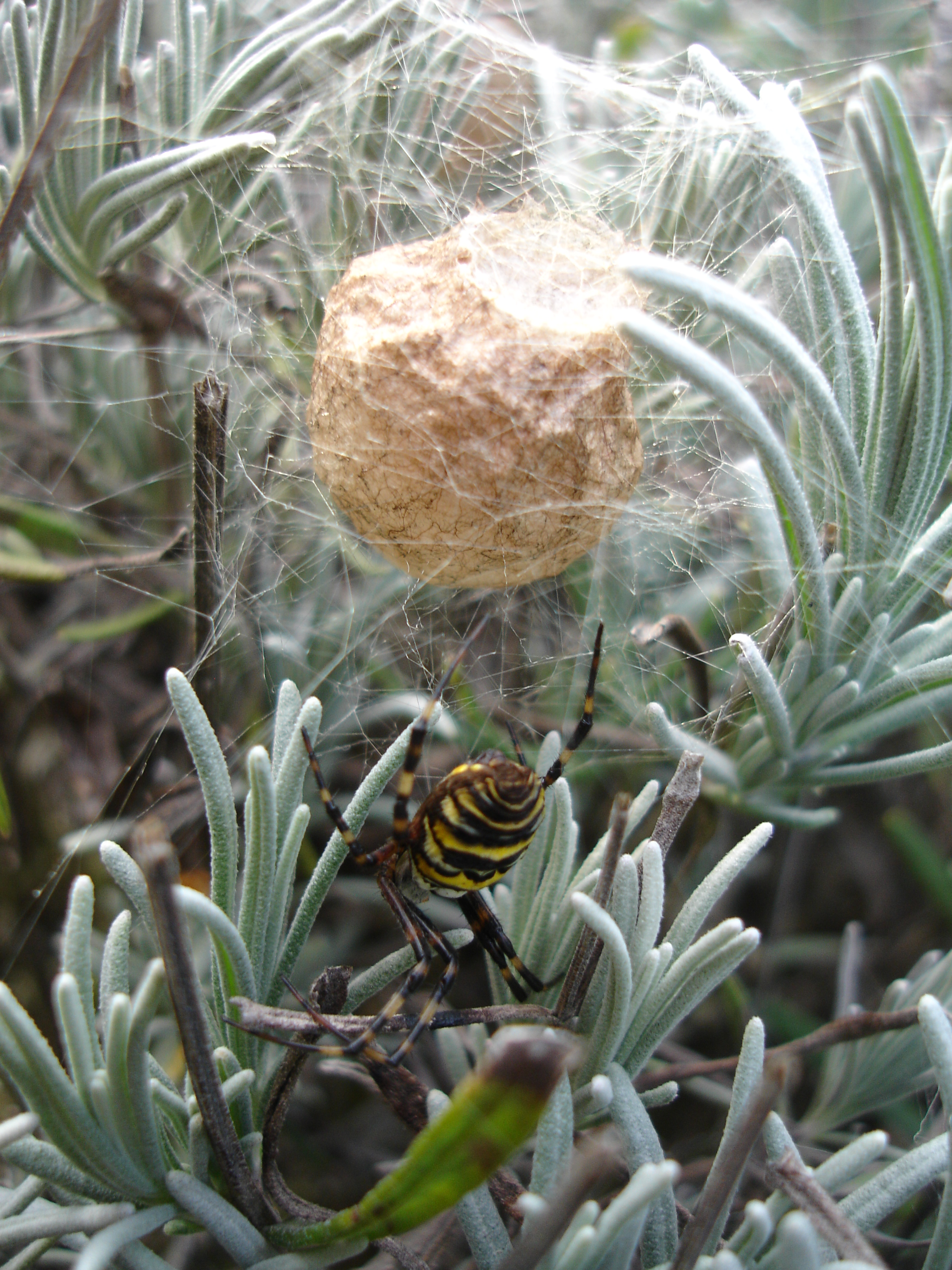
Wespspin met eicocon
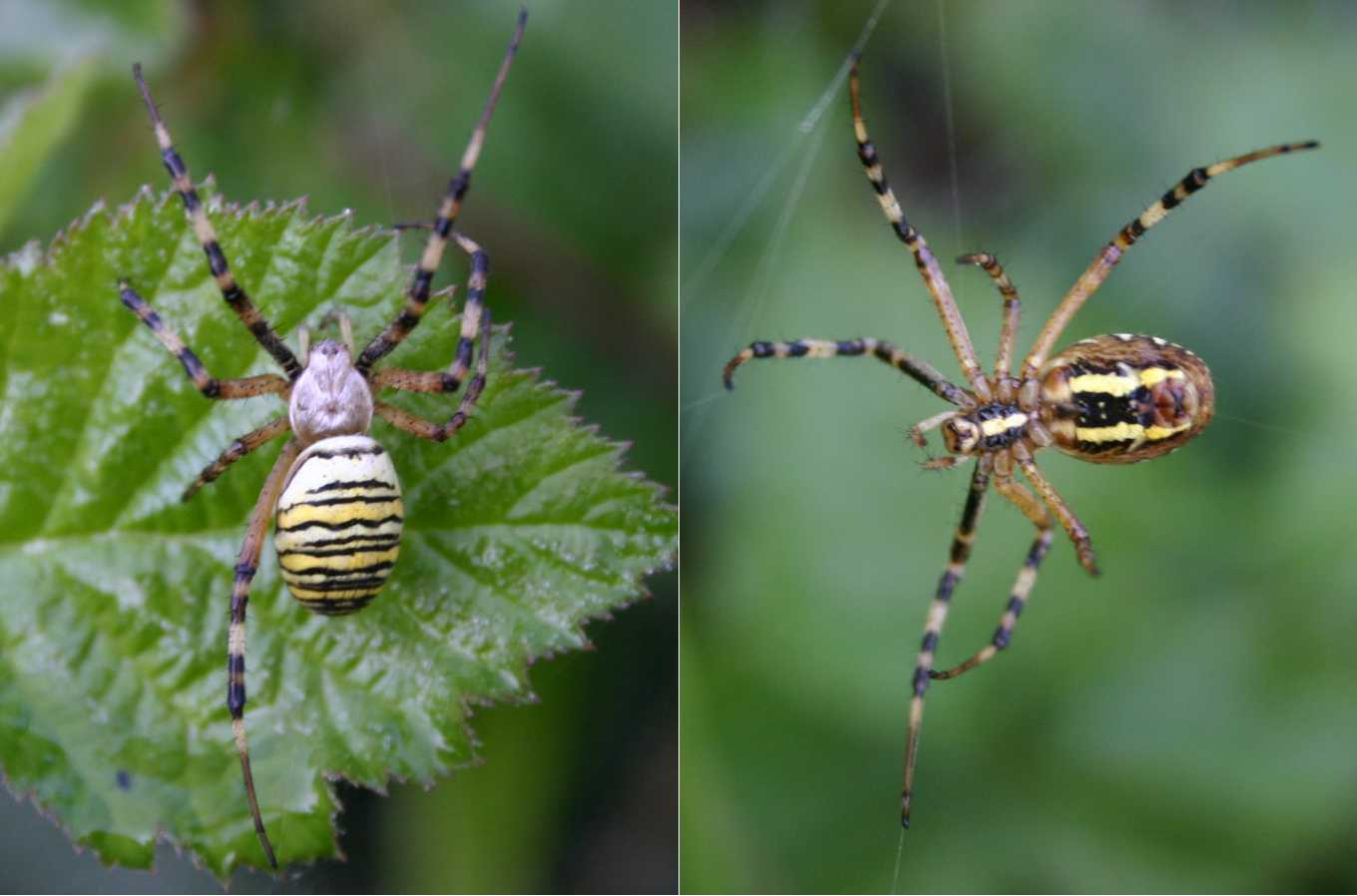
Onder- en bovenzijde vrouwtje
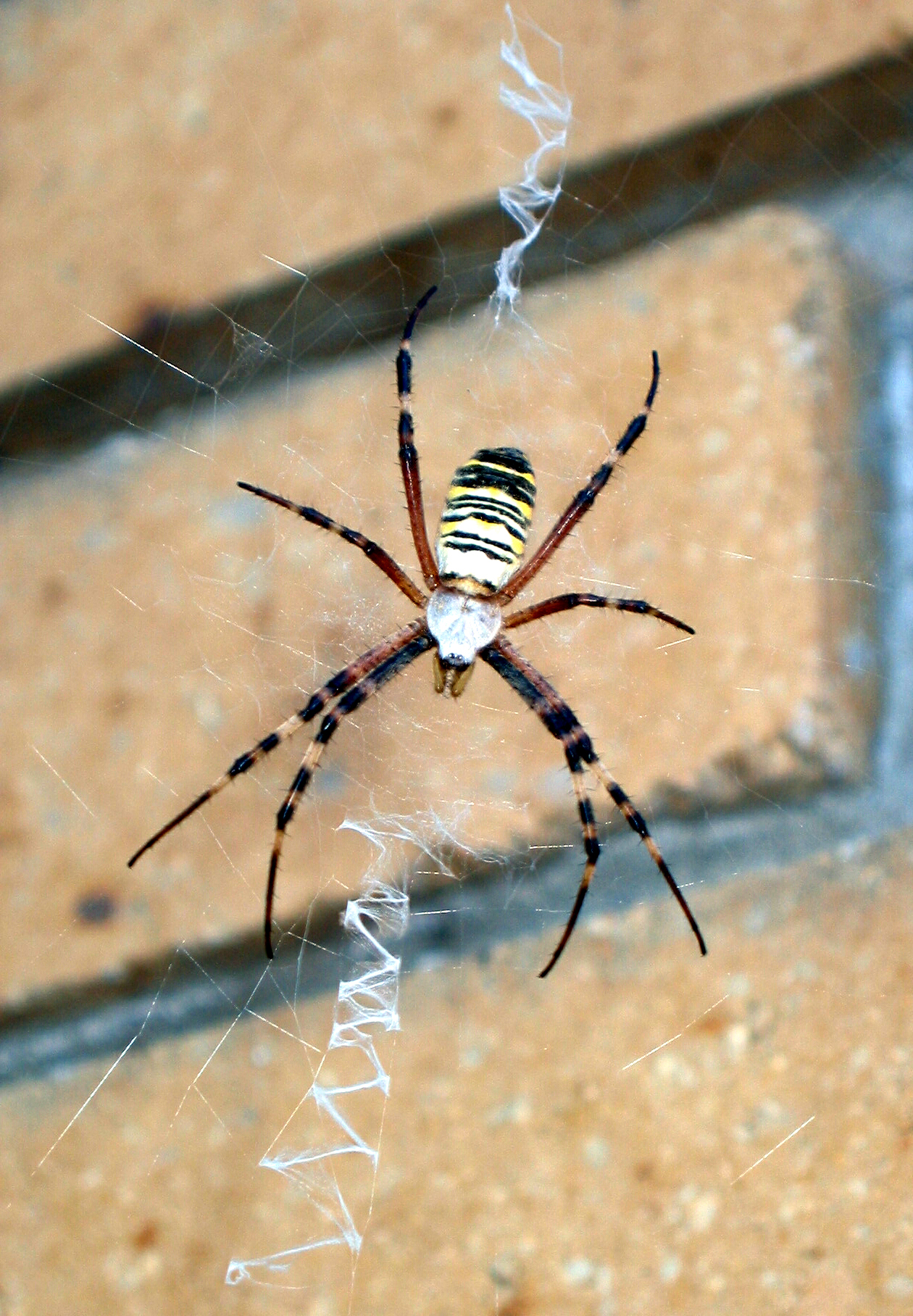
Een meer rood gekleurd exemplaar
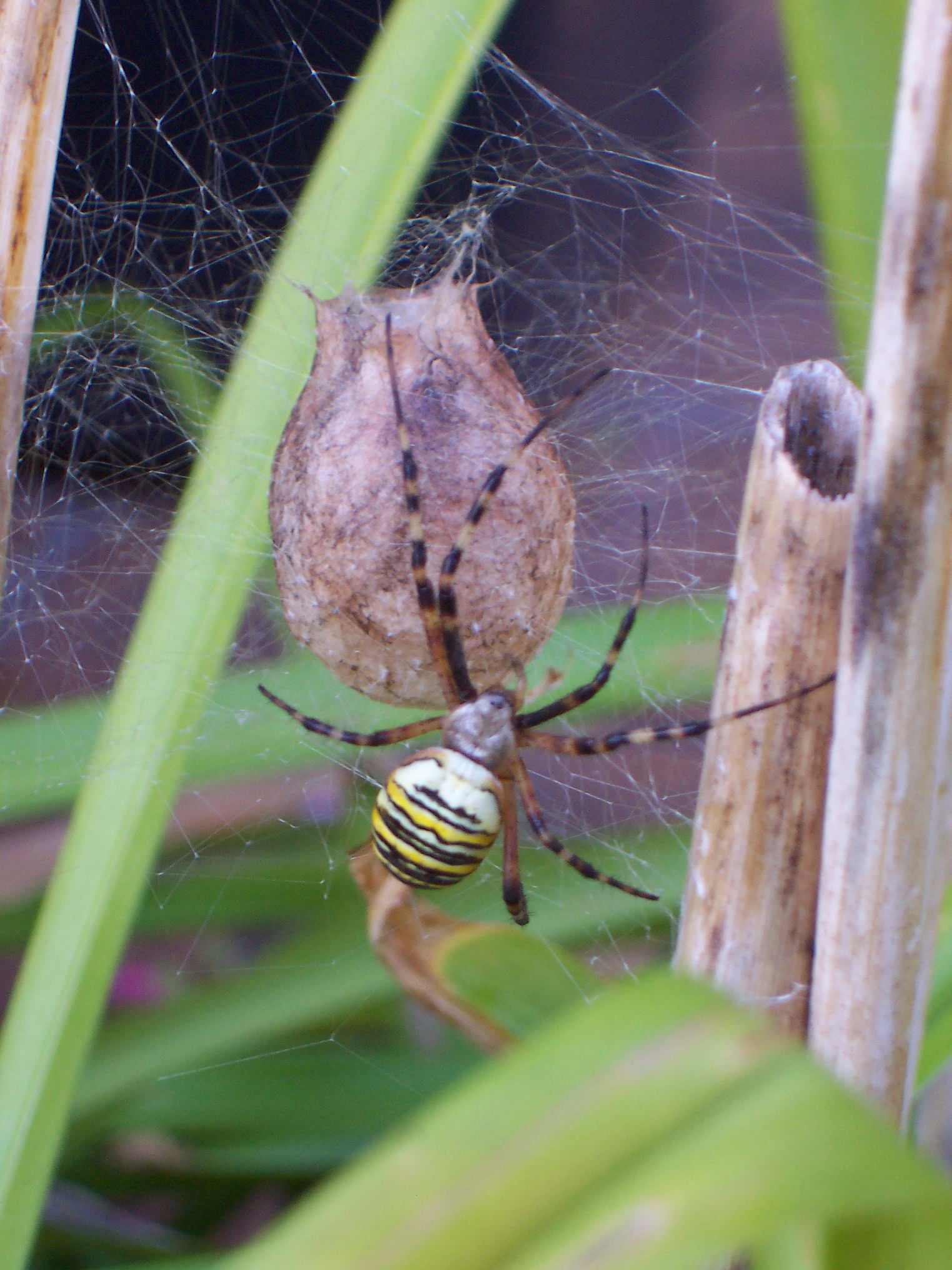
Vrouwtje met eicocon
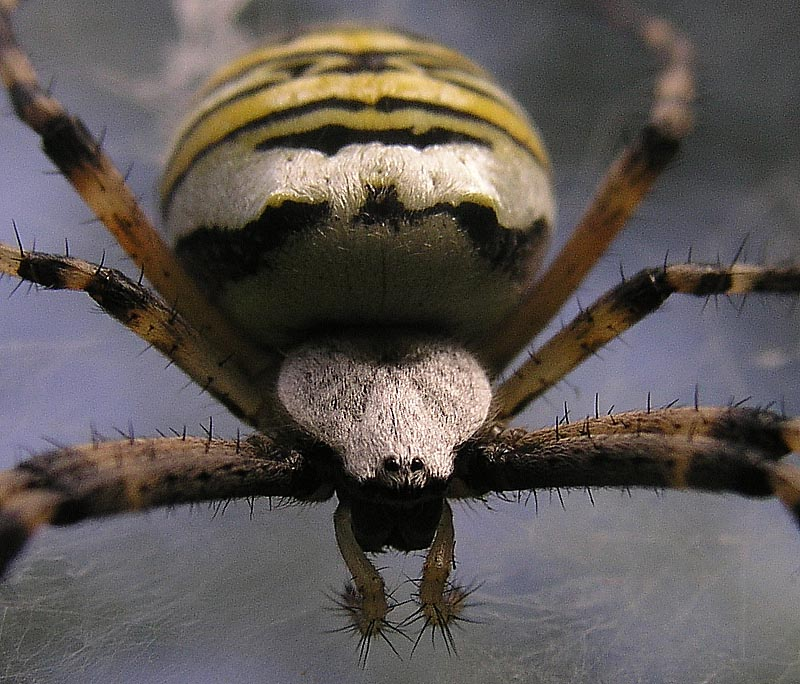
Detail van de kop (vrouwtje)
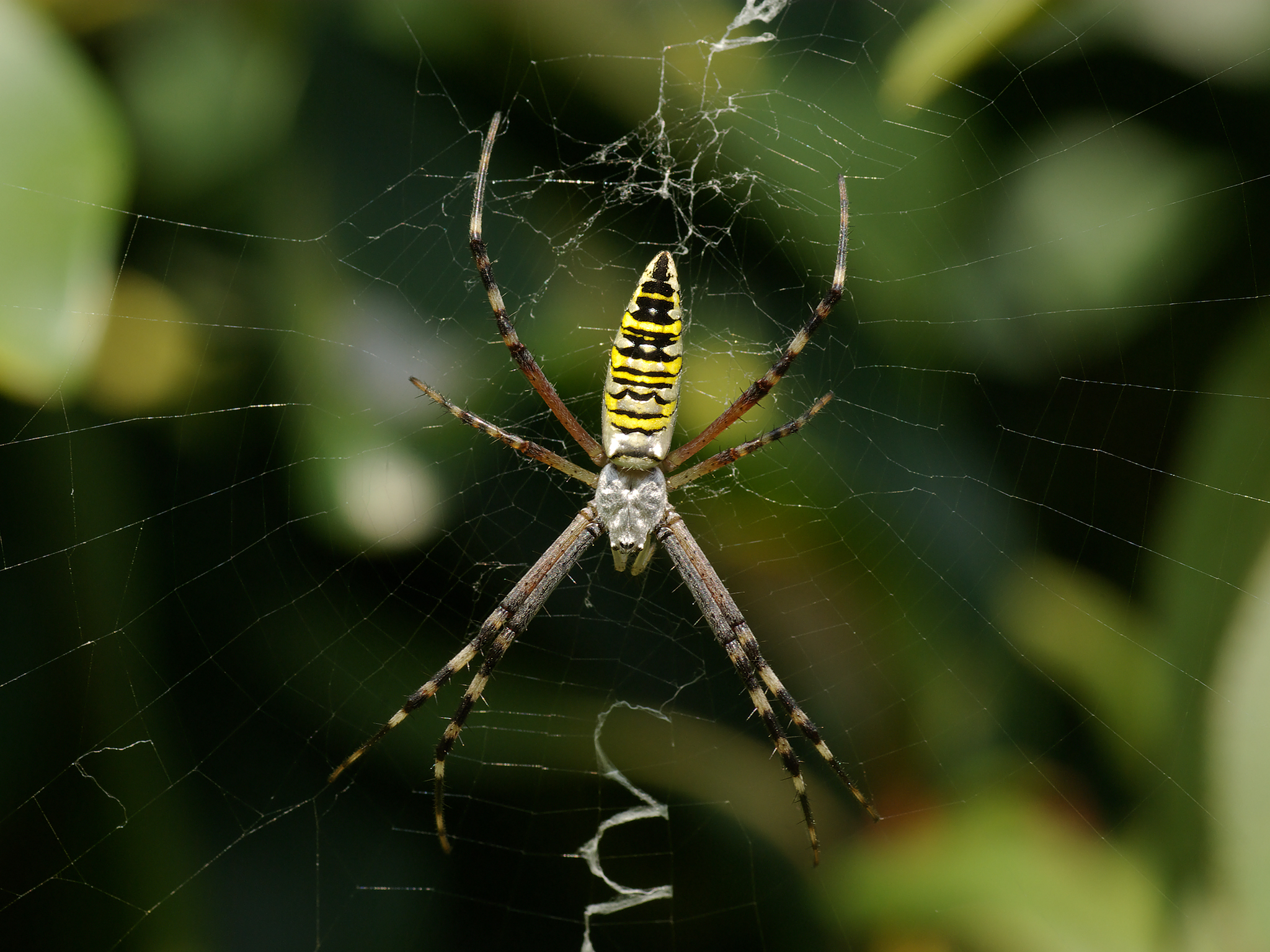
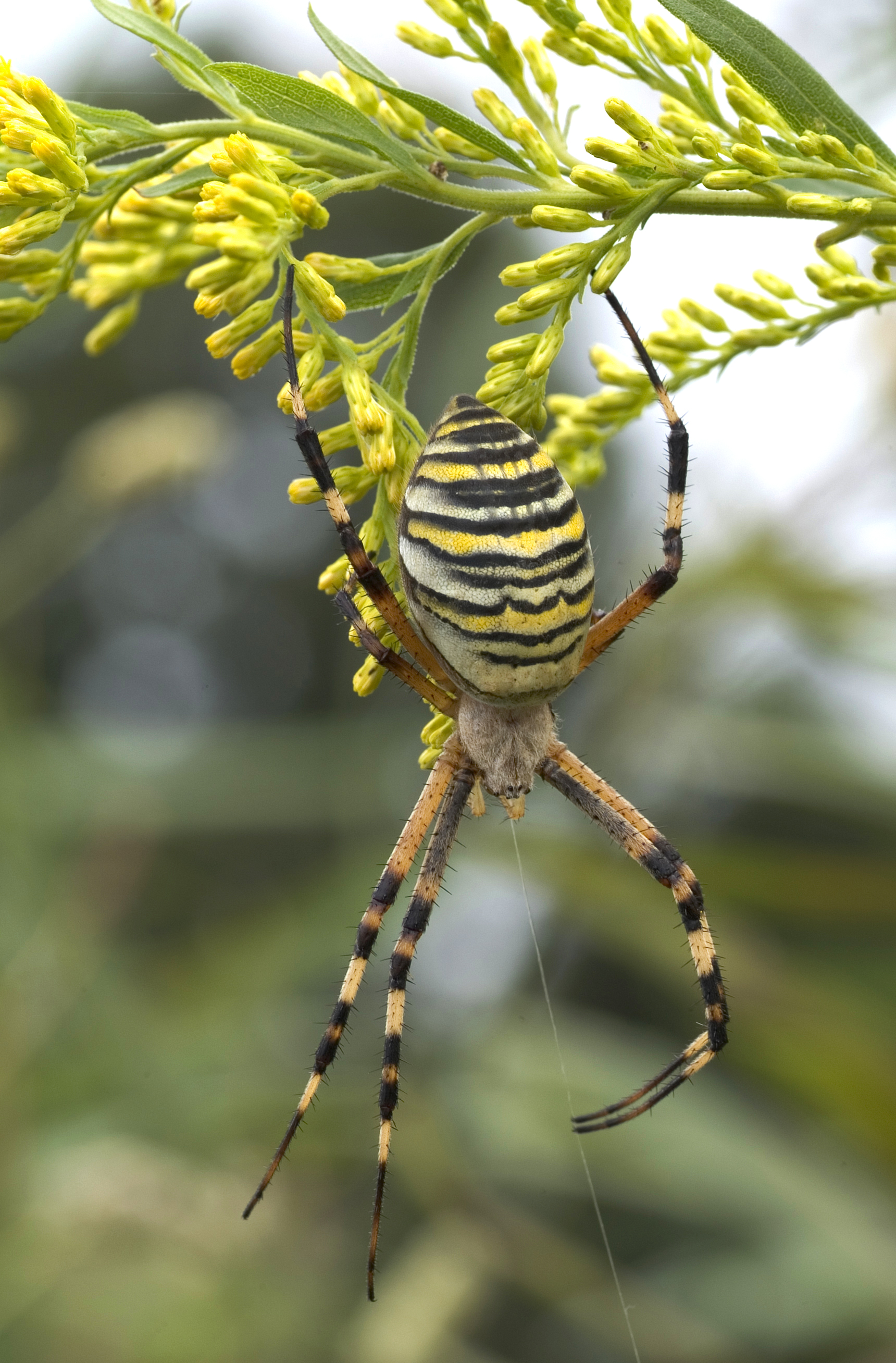
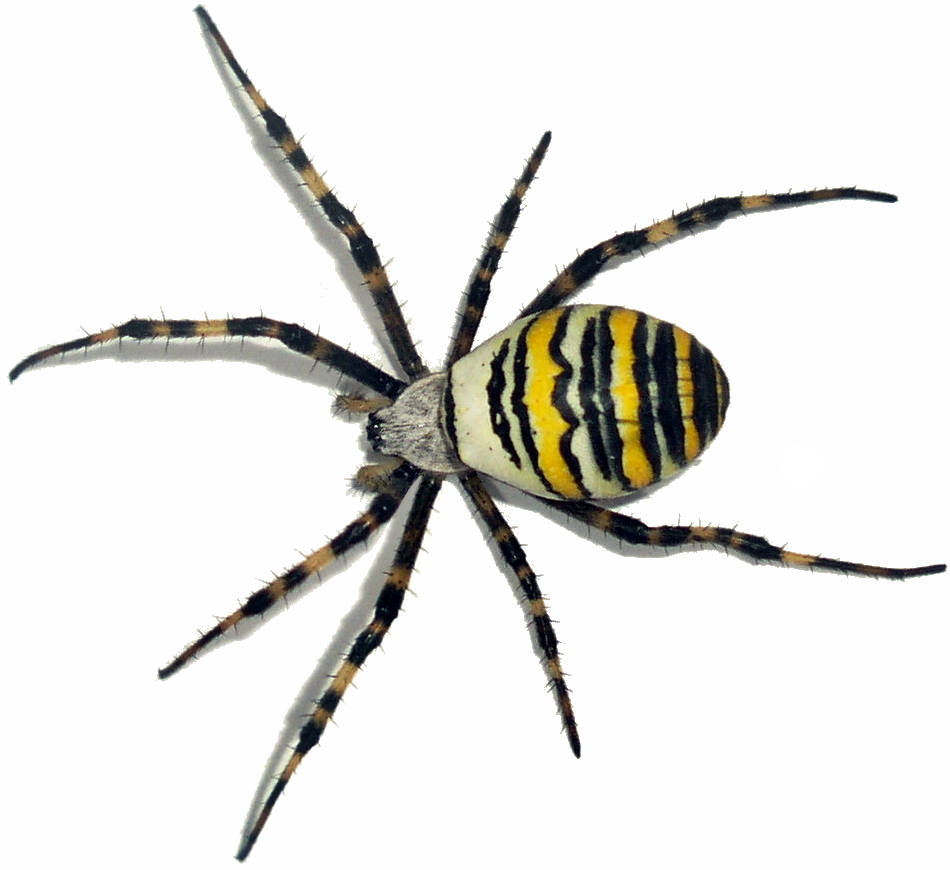
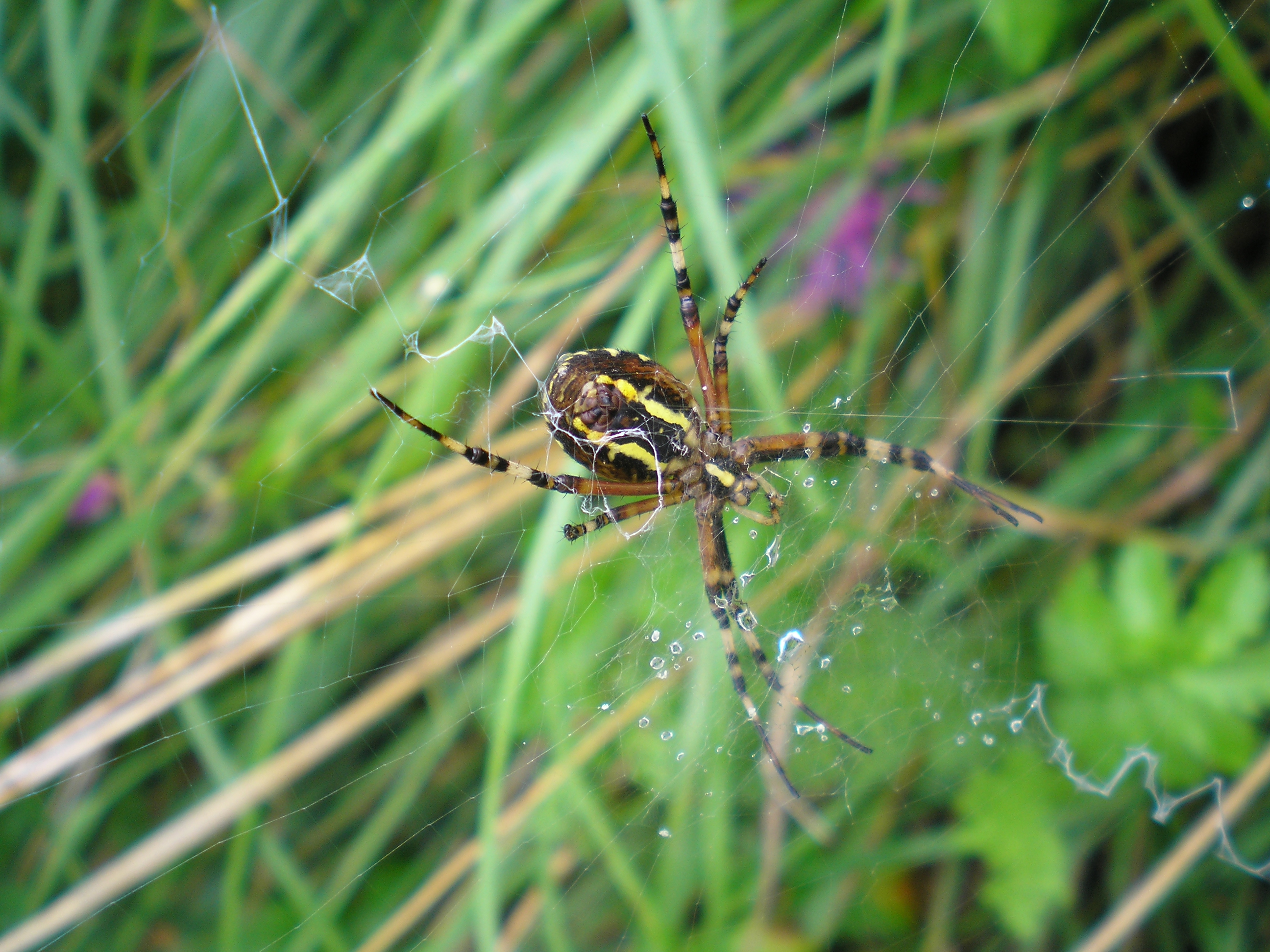
Wespspin
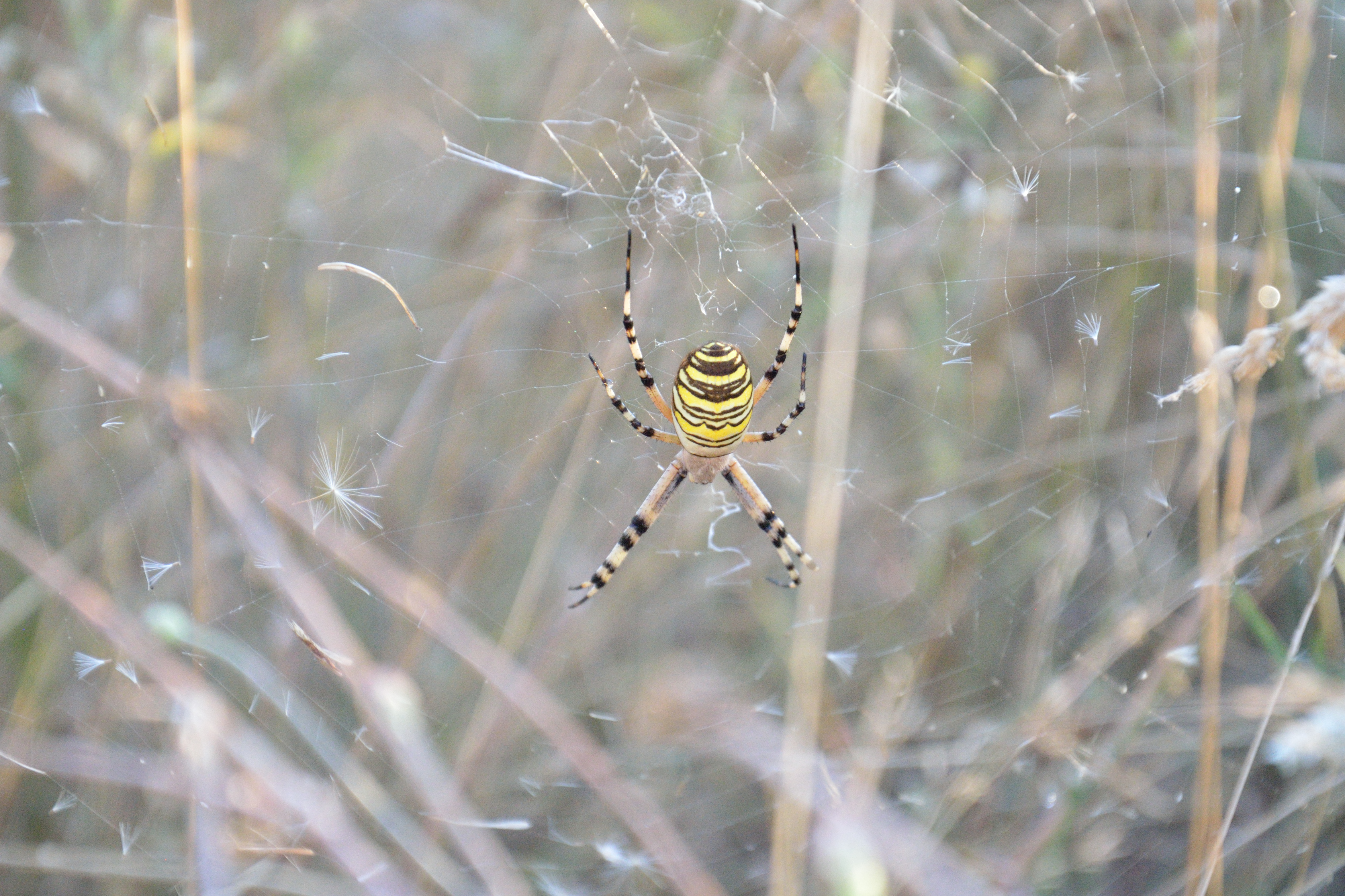
Wespspin in web, rugzijde vrouwtje
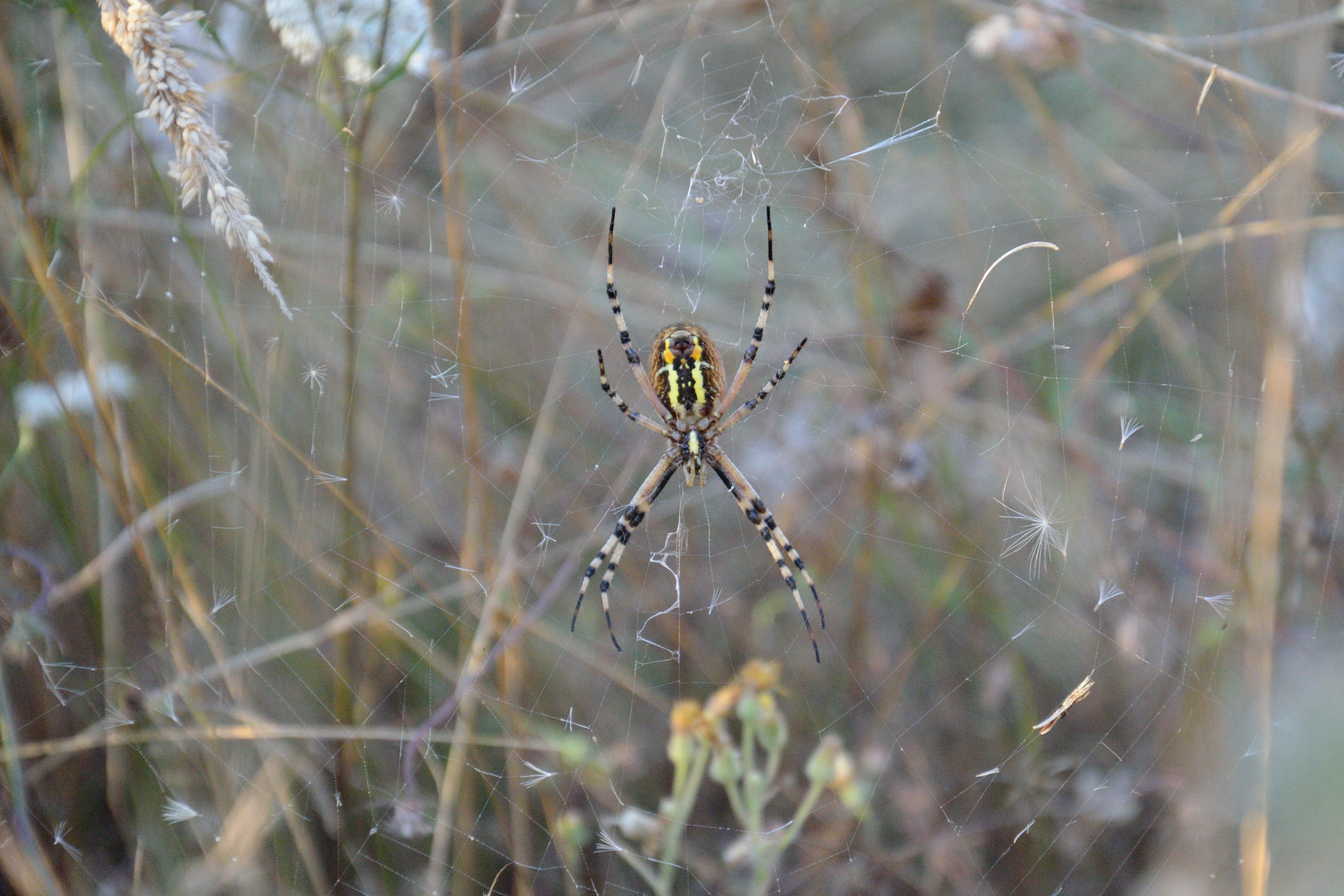
Wespspin in web, buikzijde vrouwtje